# Grosser Preis des Kantons Aargau 1968
Il Grosser Preis des Kantons Aargau 1968, quinta edizione della corsa, si svolse il 4 agosto su un percorso di 220 km, con partenza e arrivo a Gippingen. Fu vinto dal belga Willy Vekemans della Goldor-Hertekamp-Herta davanti ai suoi connazionali Etienne Buysse e Pierre Vreys.

## Ordine d'arrivo (Top 10)
| Pos. | Corridore        | Squadra                          | Tempo    |
| ---- | ---------------- | -------------------------------- | -------- |
| 1    | Willy Vekemans   | Goldor-Hertekamp-Herta           | 5h11'48" |
| 2    | Etienne Buysse   | Pull Over Centrale-Tasmanie-Novy | s.t.     |
| 3    | Pierre Vreys     | Goldor-Hertekamp-Herta           | s.t.     |
| 4    | Francis Campaner | Mercier-BP-Hutchinson            | s.t.     |
| 5    | Paul Kochli      | Tigra                            | s.t.     |
| 6    | Hans Junkermann  | Batavus-Continental-Alcina       | s.t.     |
| 7    | Mario Drago      |                                  | s.t.     |
| 8    | Willy Spuhler    | Zimba-Mondia                     | s.t.     |
| 9    | André Bayssiere  | Peugeot-BP-Michelin              | s.t.     |
| 10   | Etienne Sonck    | Goldor-Hertekamp-Herta           | s.t.     |